# Hiszpańsko-polskie związki literackie
Początki polsko-hiszpańskich związków literackich datuje się na okres późnego średniowiecza, natomiast znacznie poszerzenie wiedzy Polaków na temat literatury hiszpańskiej nastąpiło pod koniec XVI w.

## Historia
Łącznikami między kulturami obydwu krajów byli polscy dyplomaci, jezuici i podróżnicy. W XV w. drukarz Stanisław Polak rozwinął działalność drukarską na terenie Sewilli, później zaś w Alcala de Henares, gdzie zyskał miano mistrza typografii. Wspomnienia o Hiszpanii można odnaleźć u Jana Dantyszka (który był pierwszym stałym polskim posłem w Hiszpanii) i w Diariuszu Anonima. Piotr Dunin-Wolski, poseł na dworze hiszpańskim, zgromadził księgozbiór ponad 300 dzieł hiszpańskiej literatury, który ofiarował Bibliotece Jagiellońskiej. W Polsce działał, tworzył i nauczał hiszpański poeta Piotr Roizjusz (właśc. Pedro Ruiz de Moros). Poprzez działalność zakonu jezuitów pod koniec XVI i na początku XVII wieku wrosła znajomość literatury hiszpańskiej w Polsce. Dzięki nim w 7 lat po wydaniu oryginału (1633) pojawił się przekład Polityki Bożej Francisca de Quevedo. Początkowo interesowano się hiszpańskim piśmiennictwem politycznym i pedagogicznym, później zaś zwrócono uwagę na twórczość mistyków (Jan od Krzyża, Teresa z Ávili), która pojawiła się w Polsce za pośrednictwem Włoch. Ten mistycyzm miał wpływ na poezję Mikołaja Sępa Szarzyńskiego i Sebastiana Grabowieckiego.
Po XVII aż do XVIII w. nastąpił spadek zainteresowania kulturą hiszpańską w Polsce. Wkrótce potem pojawiły się pisma Adama Kazimierza Czartoryskiego na temat teatru w Hiszpanii, a także przekłady literatury tego kraju. W początkach XIX wieku, gdy polskie oddziały służyły w armiach napoleońskich, nastawienie Hiszpanów do Polaków zmieniło się na mniej korzystne. Jednakże już po wybuchu powstania listopadowego stało się bardziej przyjazne, a samą Polskę uważano wtedy za symbol walki o wolność.
W 1820 r. Joachim Lelewel opracował Historyczną paralelę Hiszpanii z Polską w wieku XVI, XVII, XVIII, w której porównał dzieje obu krajów. Zainteresowanie Polaków Hiszpanią wzrosło w czasie wojen napoleońskich, a później pogłębiło się w latach 40. XIX wieku. Dużym zainteresowaniem towiańczycy darzyli twórczość Calderóna. W 1843 Juliusz Słowacki stworzył swobodny przekład Księcia niezłomnego (El principe constante) Calderóna. W pierwszych latach XX wieku wydano w Polsce nowe przekłady twórczości Miguela de Cervantesa (Don Kichot, Nowele przykładne). O interesowaniu się literaturą hiszpańską mogą świadczyć niektóre dzieła z twórczości Tadeusza Peipera (publikował w hiszpańskim piśmie „El Sol” prace na temat literatury polskiej), Micińskiego, Władysława Reymonta, Stanisława Przybyszewskiego.
Hiszpańska wojna domowa w latach 1936–1939 odbiła się echem w literaturze polskiej i jest wspomniana w wielu utworach. W 1950 i 1955 Rafael Alberti odwiedził Polskę.

## Wzajemne odwołania literackie
| okres    | literatura polska | literatura hiszpańska |
| -------- | --- | --- |
| w. XVI   | - O Doktorze Hiszpanie - Jan Kochanowski (1584) | - Carmen de sancto pontifice caeso sive Stanislaus - Pedro Ruiz de Moros (1547, po łacinie) - San Jacinto – Miguel de Cervantes (1594) - Comedia de San Jacinto – Alonso Remón (1594) |
| w. XVII  | - Krótkie zebranie świątobliwych żywotów... - Andrzej Gołdonowski (1622) - De S. Ignatio Martyre - Maciej Kazimierz Sarbiewski (1625, po łacinie) - Descriptio gentium - Maciej Kazimierz Sarbiewski (1630, po łacinie) - Verior Hispanorum et Gallorum descriptio - Samuel Przypkowski (1640?, po łacinie) - Na klacz hiszpańską - Jan Andrzej Morsztyn (1645?) - Cug celnych narodów - autor nieznany (1 poł. XVII w.) - tzw. sylwa - Andrzej Lubieniecki [młodszy] (ok. poł. XVII w.) - Nadobna Paskwalina – Samuel Twardowski (1655) - Transakcya wojny chocimskiej - Wacław Potocki (1670) - Don Alvares albo Niesforna w Miłości kompanija - Stanisław Herakliusz Lubomirski (1685?) | - El Gran Duque de Moscovia y el zar perseguido - Lope de Vega (1606) - El rey sin reino - Lope de Vega (1612) - La corona de Hungaria - Lope de Vega (1623) - El sitio de Breda – Pedro Calderón de la Barca (1625) - La vida es sueño – Pedro Calderón de la Barca (1635) - El prodigo de Polonia – Juan Delgado (1644) - La vida y hechos de Estebanillo González – autor nieznany (1646) - Antes morir que pecar – Agustín Moreto y Cavana (ok. 1650?) - Lechias ducum, principum et regum Poloniae - Albert Ines (1655, po łacinie) - El Obispo de Crobia - Fernando de Zarate (1661)     |
| w. XVIII | - Pieśni o S. M. N. Teresie - różne autorki (1741) - Mikołaja Doświadczyńskiego przypadki - Ignacy Krasicki (1775) - Gdyby - Ignacy Krasicki (1785?) - Hiszpan w Polszcze - autor nieznany (1790) | - Oveja contra el Pastor, y tirano Boleslao – Tomás Añorbe (1732) |
| w. XIX   | - Dumania żołnierza polskiego na wałach starożytnego zamku Maurów w Hiszpanii - Kantorbery Tymowski (1810?) - Manuscrit trouvé à Saragosse - Jan Potocki (1810?, po francusku) - Konrad Wallenrod - Adam Mickiewicz (1828) - Le choléra - Zygmunt Krasiński (1831, po francusku) - Epos-nasza - Cyprian Kamil Norwid (1848) - Przypowieści i epigrammaty – Juliusz Słowacki (1848?) - Pan Zygmunt w Hiszpanii - Teodor Tripplin (1852) - Szkice węglem - Henryk Sienkiewicz (1877) | - El cisne, Polonia – Enrique Gil y Carrasco (1838) - Los desterrados a Siberia – Patricio de la Escosura (1839) - Polonia sacrificada - Sebastián de Clemente y Miro (1840) - Himno a Polonia – José de Velilla y Rodríguez (1863) - Balada a Polonia - Ventura Ruiz Aguilera (1868) - La corte de Carlos IV – Benito Pérez Galdós (1873) - Zaragoza – Benito Pérez Galdós (1874) - Chorizos y polacos – Luis Mariano de Larra (1876) - El doctor Wolski: páginas de Polonia y Rusia – Sofia Casanova (1894)                                                                                  |
| w. XX    | - Popioły – Stefan Żeromski (1902) - W mroku gwiazd – Tadeusz Miciński (1902) - Manuela - Gustaw Zieliński (1910) - Nietota – Tadeusz Miciński (1910) - Los toros - Władysław Reymont (1911) - The Arrow of Gold - Joseph Conrad (1919, po angielsku) - Don Kichot - Bolesław Leśmian (1920) - Match footballowy - Kazimierz Wierzyński (1927) - Alkazar - Zdzisław Stroiński (1936) - Różaniec z granatów - Ksawery Pruszyński (1946) - Modlitwa do św. Jana od Krzyża - Jan Twardowski (1947?) - Asturia - Konstanty Ildefons Gałczyński (1950) - Don Kiszot - Stanisław Grochowiak (1956) - Ciemności kryją ziemię - Jerzy Andrzejewski (1957) - Nie bogowie - Bogusław Sujkowski (1958) - Sława i chwała – Jarosław Iwaszkiewicz (1962) - No pasaran! - różni autorzy (1966) - W Hiszpanii o świcie - Bogdan Rutha (1967) - Misja o północy - Bogdan Rutha (1970) - Ballada o późnej starości Don Kichota - Wojciech Młynarski (1971) - Noc nad Madrytem - Józef Łobodowski (1976) - Munoz Seca do Fryderyka Lorki - Józef Łobodowski (1980?) - Teza Sancho Pansy - Jacek Kaczmarski (1993) | - Amadeo I – Benito Pérez Galdós (1910) - La corte de Estella - Ramon Valle-Inclan (1910) - El escuadrón del Brigante - Pío Baroja (1913) - Las catacumbas de Rusia roja – Sofia Casanova (1933) - Diàleg de les Verges Negres de Polònia i Catalunya – Carles Pi i Sunyer (1939, po katalońsku) - Nada – Carmen Laforet (1944) - En la tumba del General Walter, Héroe de España y Polonia - Rafael Alberti (1950) - Miejsca pamięci - Carlos Marrodan (1968, po polsku) - El jinete polaco – Antonio Muñoz Molina (1991) - Algún día cuando pueda llevarte a Varsovia – Lorenzo Silva (1997) |
| w. XXI   | - Levante - Edyta Niewińska (2005) - Przy sercu samotności - różne autorki (2007) - Kraniec nadziei - Rafał Dębski (2015) - Pod powierzchnią - Edyta Niewińska (2018) - Kurier z Toledo - Wojciech Dutka (2019) - Pieśni św. Maksymiliana i inne wiersze - Kazimierz Braun (2021) | - Juan Pablo II, el Grande y Santo – Diego Quiñones Estévez (2005) |